# جون كوليت
جون كوليت هو سياسي نرويجي، ولد في 22 مارس 1775 في Rønnebæksholm ‏ في الدنمارك، وتوفي في 19 يونيو 1827 في أوسلو في النرويج. نشط حزبياً في مستقل.

## مناصب
- انتخب County Governor of Buskerud ‏ (1814 – 1827).
- انتخب عضو برلمان النرويج  [لغات أخرى]‏ عن دائرة  خلال فترته النيابية ‏ (1827 – 1829).
- انتخب عضو برلمان النرويج  [لغات أخرى]‏ عن دائرة  خلال فترته النيابية ‏ (1824 – 1826).
- انتخب نائب عضو برلمان النرويج  [لغات أخرى]‏ عن دائرة  خلال فترته النيابية ‏ (1821 – 1823).
- انتخب عضو برلمان النرويج  [لغات أخرى]‏ عن دائرة  خلال فترته النيابية ‏ (1818 – 1820).
- انتخب member of the Norwegian Constitutional Assembly  [لغات أخرى]‏ عن دائرة  (10 أبريل 1814 – 20 مايو 1814).
- انتخب عضو برلمان النرويج  [لغات أخرى]‏ عن دائرة  خلال فترته النيابية ‏ (8 أكتوبر 1814 – 26 نوفمبر 1814).